# Северная область (Буркина-Фасо)
Се́верная (фр. Nord) — область на севере Буркина-Фасо.
- Административный центр — город Уахигуя.
- Площадь — 17 601 км², население — 1 182 770 человек (2006 год).

Действующий губернатор Северной области — Анри Ямеого.

## География

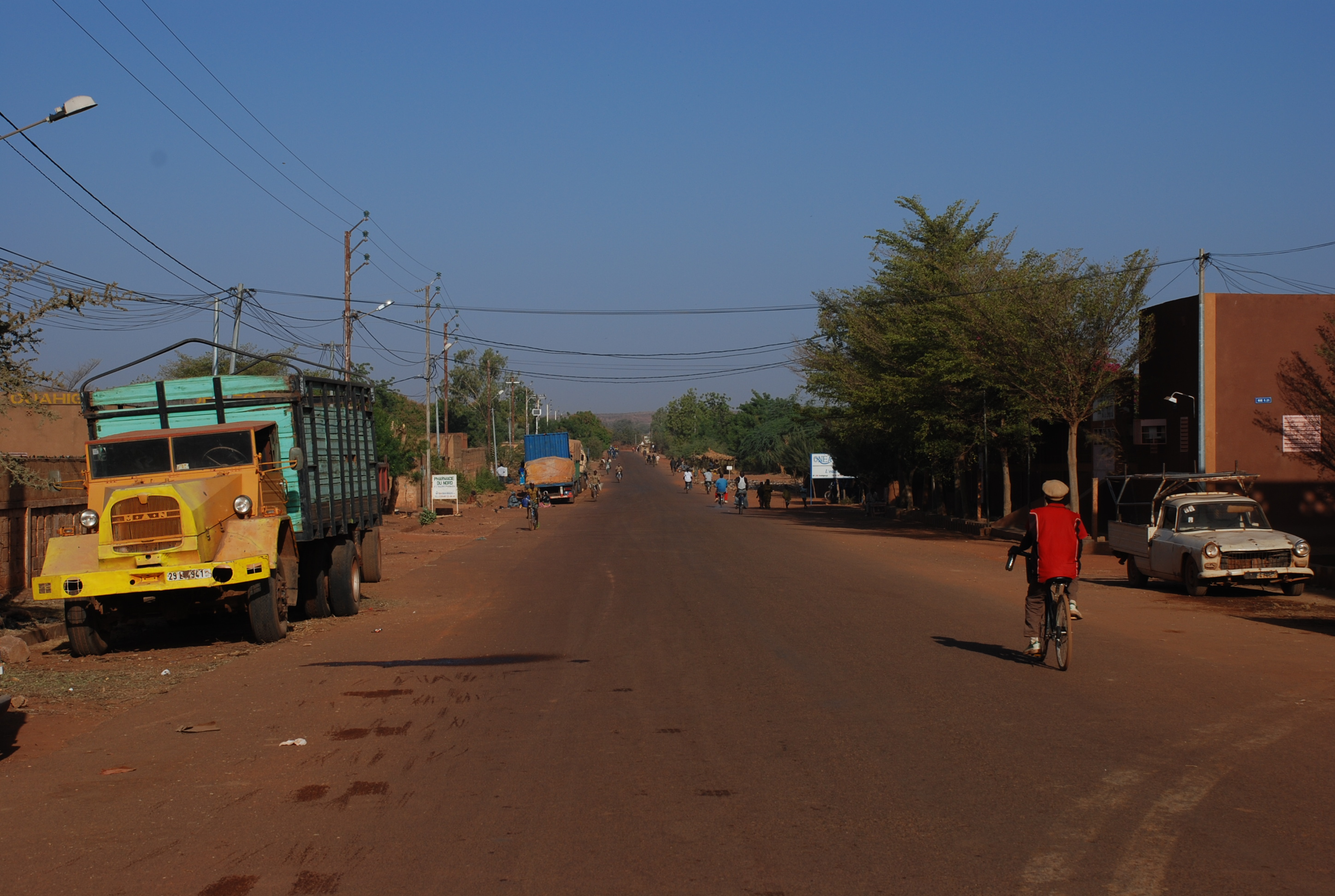
Улица в Уахигуя.

На северо-востоке граничит с областью Сахель, на востоке — с Северо-Центральной областью, на юго-востоке — с Центральное Плато, на юге — с Западно-Центральной областью, на западе — с Букле-ду-Мухун, на севере — с Мали.

## Население
Население в основном состоит из представителей народа моси, а также фульбе.

## Административное деление
В административном отношении Северная область подразделяется на 4 провинции:
| Провинция | Адм. центр | Население, чел. (2006) |
| --------- | ---------- | ---------------------- |
| Лорум     | Титао      | 142 990                |
| Пассорэ   | Яко        | 322 873                |
| Ятенга    | Уахигуя    | 547 952                |
| Зондома   | Гурси      | 168 955                |

## Экономика
Основное занятие местных жителей — сельское хозяйство.